# Departamento del Norte (Tolima)
Norte fue uno de los departamentos en que se dividía el Estado Soberano del Tolima (Colombia). Fue creado por la ley del 3 de marzo de 1864, a partir del territorio de los departamentos de Ambalema, Honda y Purificación. Tuvo por cabeceras a las ciudades de Ambalema (1864-1866) e Ibagué (1866-1886). El departamento comprendía parte del territorio de las actuales regiones tolimenses de Ibagué, Nevados y Norte.

## División territorial
En 1864 el departamento estaba dividido en los distritos de Ambalema (capital), Guayabal, Honda, Lérida, Méndez, Piedras, Santa Ana y Venadillo.
En 1866 el departamento estaba dividido en los distritos de Ibagué (capital), Ambalema, Coello, Guayabal, Honda, Lérida, Mariquita, Méndez, Piedras, Santa Ana, Valle y Venadillo.
En 1876 el departamento estaba dividido en los distritos de Ibagué (capital), Ambalema, Guayabal, Honda, Lérida, Piedras, Santa Ana y Venadillo, y las aldeas de Caldas, Fresno, Líbano, Manzanares, Mariquita, Méndez, Santo Domingo y Soledad.